# Henry Kent Hewitt
Henry Kent Hewitt, född 11 februari 1887, död 15 september 1972, var en amerikansk sjömilitär.
Henry Kent Hewitt blev officer 1908 och erhöll särskilt artilleri- och stabsutbildning. 1939 blev han konteramiral, 1941 chef för atlantflottans kryssarförband och i början av 1942 chef för atlantflottans landstigningsstyrkor, som då tränades inför den förestående landstigningsoperationen i Nordafrika, utförd 7 november 1942. Under företaget var Hewitt chef för den amerikanska sjöstryka, som ombesörjde transporten till och skyddade landstigningen i Marocko, ledd av George S. Patton. 1943 deltog Hewitt med sin styrka under Andrew Cunningham i landstigningen på Sicilien 10 juli och förde befälet till sjöss vid landstigningen vid Salerno 9 september. Hewitt blev viceamiral i november 1943 samt var chef för de allierades sjöstridskrafter under invasionen i Sydfrankrike 15 augusti 1944. 1945 blev Hewitt amiral och chef för de amerikanska sjöstridskrafterna i Europa. Samma år lämnade han aktiv sjötjänst och blev i april 1947 amerikanska flottans representant i FN:s militärstab samt erhöll avsked 1949.